# Juanma Suárez del Valle
Juan Manuel Suárez del Valle (Luanco, Asturias, España, 4 de marzo de 1966), conocido como Juanma, es un exfutbolista español que jugaba de centrocampista. Es hermano del también exfutbolista Monchu y padre de Pelayo Suárez, futbolista del Real Sporting de Gijón "B".

## Clubes
| Club                         | País   | Año       |
| ---------------------------- | ------ | --------- |
| C. D. Ensidesa               | España | 1982-1983 |
| Real Avilés Industrial C. F. | España | 1983-1986 |
| Sporting de Gijón Atlético   | España | 1986-1987 |
| Real Sporting de Gijón       | España | 1987-1992 |
| C. D. Logroñés               | España | 1992-1995 |
| Granada C. F.                | España | 1995-1997 |
| Real Avilés Industrial C. F. | España | 1997-1999 |